# Nico Hischier
Nico Hischier, född 4 januari 1999 i Naters, är en schweizisk ishockeyspelare som spelar för New Jersey Devils i National Hockey League (NHL).

## Spelarkarriär

### Schweiz
Hischier började spela i EHC Visps ungdomssektion men flyttade i 15-årsåldern till SC Bern tillsammans med sin äldre bror Luca. Detta gjorde det möjligt för Hischier att spela i de schweiziska högstaligorna på U17- och U20-nivå. Han inledde säsongen 2015-16 som utlånad till Visp i NLB men på grund ett flertal skador i Bern tog klubben tillbaka honom den 13 november samma år, vilket gjorde att han fick spela med sin bror i NLA.

### Nordamerika
Hischier valdes som sjätte spelare totalt av Halifax Mooseheads i CHL Import Draft. Efter att ha diskuterat med Halifaxs general manager och den schweiziska före detta Mooseheads-spelare Timo Meier anslöt Hischier till Halifax. Första säsongen med Mooseheads resulterade i en andraplats bakom Maxime Fortier i lagets interna poängliga och tionde sammanlagt i QMJHL med 38 mål och 86 poäng på 57 matcher. I slutspelet gjorde han flest poäng i laget med sina sju poäng på sex matcher..
Inför NHL Entry Draft 2017 var Hischier betraktad som en topptalang och blev Hischier i slutet av säsongen ansedd som kandidat att väljas som första spelare. Av NHL Central Scouting Bureau blev han rankad som näst bästa utespelare i Nordamerika och ansedd som "en enorm offensiv talang med exceptionell spelförståelse". Hischier ansågs också vara en stark tvåvägsspelare och välrenommerad för sin skridskoåkning. Han valdes som första spelare totalt av New Jersey Devils och blev därmed den första schweizaren att väljas först i draften.

## Statistik
| 2015–2016  | EHC Visp           | NLB        | 7   | 1  | 1  | 2   | 0  | 6 | 2 | 0 | 2 | 8 |
|            | SC Bern            | NLA        | 15  | 1  | 0  | 1   | 2  | — | — | — | — | — |
| 2016–2017  | Halifax Mooseheads | LHJMQ      | 57  | 38 | 48 | 86  | 24 | 6 | 3 | 4 | 7 | 0 |
| 2017–2018  | New Jersey Devils  | NHL        | 82  | 20 | 32 | 52  | 26 | 5 | 1 | 0 | 1 | 0 |
| 2018–2019  | New Jersey Devils  | NHL        | 69  | 17 | 30 | 47  | 24 | — | — | — | — | — |
| 2019–2020  | New Jersey Devils  | NHL        | 58  | 14 | 22 | 36  | 12 | — | — | — | — | — |
| 2020–2021  | New Jersey Devils  | NHL        | 21  | 6  | 5  | 11  | 4  | — | — | — | — | — |
| NHL totalt | NHL totalt         | NHL totalt | 230 | 57 | 89 | 146 | 66 | 5 | 1 | 0 | 1 | 0 |

### Internationellt
| Källa: Uppdaterad: 2021-10-11 | Källa: Uppdaterad: 2021-10-11 | Källa: Uppdaterad: 2021-10-11 |         | Utv = Utvisningsminuter | Utv = Utvisningsminuter | Utv = Utvisningsminuter | Utv = Utvisningsminuter | Utv = Utvisningsminuter |
| År                            | Lag                           | Mästerskap                    | Matcher | Mål                     | Assists                 | Poäng                   | Utv                     |                         |
| ----------------------------- | ----------------------------- | ----------------------------- | ------- | ----------------------- | ----------------------- | ----------------------- | ----------------------- | ----------------------- |
| 2015                          | Schweiz                       | U18-VM                        | 5       | 1                       | 0                       | 1                       | 0                       |                         |
| 2015                          | Schweiz                       | Ivan Hlinka                   | 4       | 3                       | 3                       | 6                       | 0                       |                         |
| 2019                          | Schweiz                       | JVM                           | 6       | 0                       | 2                       | 2                       | 0                       |                         |
| 2016                          | Schweiz                       | U18-VM                        | 5       | 1                       | 3                       | 4                       | 0                       |                         |
| 2016                          | Schweiz                       | Ivan Hlinka                   | 3       | 1                       | 1                       | 2                       | 2                       |                         |
| 2017                          | Schweiz                       | JVM                           | 5       | 4                       | 3                       | 7                       | 2                       |                         |
| 2017                          | Schweiz                       | U18-VM                        | 5       | 1                       | 5                       | 6                       | 0                       |                         |
| 2019                          | Schweiz                       | VM                            | 8       | 4                       | 5                       | 9                       | 4                       |                         |
| 2020                          | Schweiz                       | VM                            | 8       | 2                       | 4                       | 6                       | 2                       |                         |
| Junior totalt                 | Junior totalt                 | Junior totalt                 | 32      | 11                      | 17                      | 28                      | 4                       |                         |
| Senior totalt                 | Senior totalt                 | Senior totalt                 | 16      | 6                       | 9                       | 15                      | 6                       |                         |